# Saskatchewan

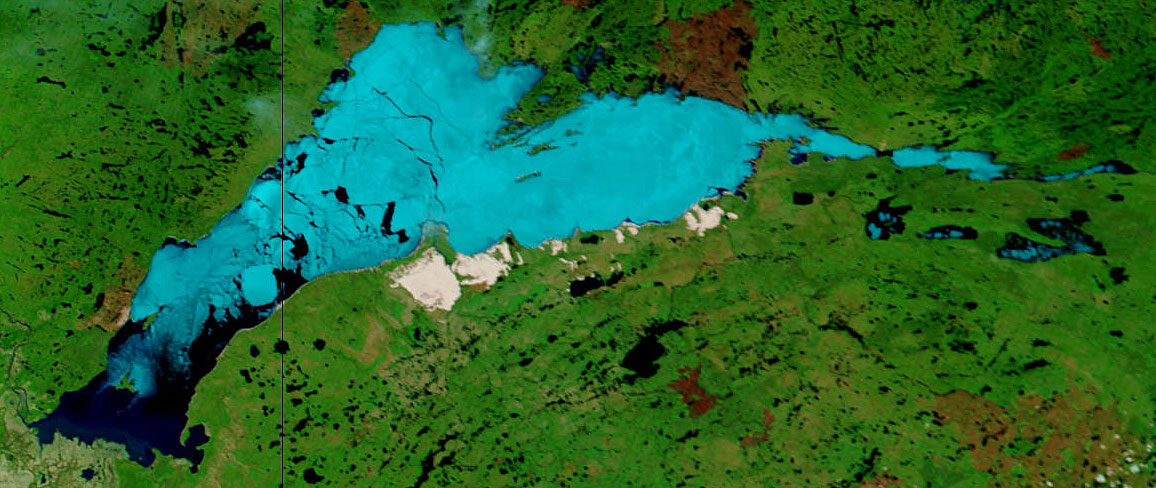
Athabascasjön.De stora sanddynerna söder om sjön syns tydligt på bilden.

Saskatchewan (uttal: [sæˈskætʃəwən]) är en provins i Kanada med en areal om cirka 652 000 km² (landyta cirka 592 000 km²) och ungefär en miljon invånare. Huvudstad är Regina med cirka 200 000 invånare. Provinsens största stad är Saskatoon (cirka 236 000 invånare). 
Provinsen har sitt namn efter floden Saskatchewan River, vars namn är en förvanskning av creespråkets Kisiskatchewani sipi ("den mycket snabbt flytande floden"). Som en kuriositet kan nämnas att en av städerna i Saskatchewan heter Swift Current, vilket alltså betyder samma sak.

## Geografi
Saskatchewan har en nästan rektangulär form som är ett resultat av den koloniala metoden att dra gränser med linjal; provinsen är den enda i Kanada vars gränser inte någonstans sammanfaller med naturliga avgränsningar i terrängen. Saskatchewan är den mellersta av Kanadas tre prärieprovinser och blev genom Saskatchewan Act provins 1905, samma år som den västra grannprovinsen Alberta och 35 år efter den östra grannen Manitoba. I norr gränsar Saskatchewan till Nordvästterritorierna, i söder till USA (delstaterna Montana och North Dakota).
Saskatchewan kan naturgeografiskt indelas i två huvudregioner. Den norra delen ligger på Kanadensiska skölden. Provinsens södra del ligger på den del av det nordamerikanska inlandsslättområdet (Interior Plains) som samtidigt utgör nordligaste delen av den stora prärien (Great Plains). Provinsens norra del är till största delen täckt av barrskog, med undantag för ett stort område med sanddyner söder om Lake Athabasca (se bild). Även i provinsens södra del finns ett sådant område, kallat "Great Sand Hills", som täcker en yta på över 300 km². Provinsens södra del domineras numera av ett storskaligt jordbruks- och beteslandskap. Saskatchewan står för 45 % av Kanadas spannmålsproduktion och är den näst största nötköttsproducenten efter Alberta.
Den högsta punkten (1 468 m över havsytan) ligger i Cypress Hills i provinsens sydvästra hörn, den lägsta (213 m) vid Lake Athabasca längst i nordväst.